# Adenogramma
Adenogramma là một chi gồm các loài thực vật có hoa nằm trong họ Molluginaceae, được Heinrich Gottlieb Ludwig Reichenbach mô tả đầu tiên năm 1828.

## Các loài
Chi này bao gồm khoảng 11 loài như sau:
- Adenogramma asparagoides Adamson, 1955
- Adenogramma capillaris (Eckl. & Zeyh.) Druce, 1917
- Adenogramma congesta Adamson, 1955
- Adenogramma glomerata (L.f.) Druce, 1917
- Adenogramma lichtensteiniana (Schult.) Druce, 1917
- Adenogramma littoralis Adamson, 1955
- Adenogramma mollugo Rchb., 1828
- Adenogramma physocalyx Fenzl, 1840
- Adenogramma rigida (Bartl.) Sond., 1860
- Adenogramma sylvatica (Eckl. & Zeyh.) Fenzl, 1840
- Adenogramma teretifolia (Thunb.) Adamson, 1957

### Chưa dung giải
- Adenogramma natans J.C. Manning & Goldblatt, 2011
- Adenogramma oppositifolia Hassk., 1851